# Karađorđevo (Bačka Topola)
Karađorđevo (srbsky Карађорђево) je vesnice v autonomní oblasti Vojvodina v Srbsku. Administrativně je součástí opštiny Bačka Topola. V roce 2011 zde žilo 468 obyvatel.

## Národnostní složení
- Srbové – 90,67%
- Maďaři – 3,55%